# Negeri Agung (Talang Padang)
Negeri Agung is een bestuurslaag in het regentschap Tanggamus van de provincie Lampung, Indonesië. Negeri Agung telt 5545 inwoners (volkstelling 2010).